# Volker Dreier
Volker Dreier (* 1958) ist ein deutscher Soziologe und Politologe. Er ist Chefredakteur der Kölner Zeitschrift für Soziologie und Sozialpsychologie.

## Werdegang
Dreier promovierte 1992 an der Eberhard Karls Universität Tübingen mit einer Arbeit über die Logik politikwissenschaftlicher Theorien. Die Arbeit erschien im folgenden Jahr im Druck. An der Universität in Tübingen habilitierte er sich im Jahr 2005 mit einer Arbeit zu Machiavellis politischer Schrift Der Fürst unter Berücksichtigung der modernen Wissenschaftstheorie.

## Veröffentlichungen
- zusammen mit Nikolaus Wenturis und Walter van Hove: Methodologie der Sozialwissenschaften. Eine Einführung. Tübingen: Francke 1992.

- Zur Logik politikwissenschaftlicher Theorien. Eine metatheoretische Grundlegung zur Analyse der logischen Struktur politikwissenschaftlicher Theorien im Rahmen der strukturalistischen Theorienkonzeption. Frankfurt am Main u. a.: Lang 1993.

- Empirische Politikforschung. München und Wien: Oldenbourg 1997.

- Datenanalyse für Sozialwissenschaftler. München und Wien: Oldenbourg 1994 (Reprint 2018).

- Die Architektur politischen Handelns : Machiavelli's Il principe im Kontext der modernen Wissenschaftstheorie. Freiburg im Breisgau und München: Alber 2005.

- Elemente und Perspektiven der modernen Wissenschaftstheorie. Eine Einführung für Soziologen und Politikwissenschaftler. Wiesbaden : VS Verlag für Sozialwissenschaften 2023.